# Giovanna di Hochberg
Giovanna di Hochberg, contessa di Neuchâtel (detta anche Giovanna di Baden-Sausenberg) (Neuchâtel, 1485 – Époisses, 23 settembre 1543), è stata una nobile svizzera.

## Biografia
Giovanna era l'unica figlio ed erede del conte Filippo di Hochberg (1430-1487) e di sua moglie, Maria di Savoia, figlia a sua volta del duca Amedeo IX di Savoia e di sua moglie Iolanda di Francia, figlia del re Carlo VII di Francia.
Essendo rimasta nel ruolo di unica erede dei domini di suo padre, alla morte di questi nel 1504, si rese ben presto necessario per Giovanna contrarre un matrimonio che le assicurasse la reggenza della contea e la continuità dei suoi domini di famiglia. La scelta ricadde, per influsso della corte francese e della politica intrapresa da suo padre, sul principe francese Luigi d'Orléans-Longueville, alla cui discendenza si trasmetterà poi il titolo di conte di Neuchâtel.
Rimasta vedova del marito nel 1516, Giovanna riprese la piena sovranità della contea, mantenendola sino alla propria morte nel 1543. Fu durante il periodo di questa sua seconda reggenza che nella regione si impiantò il protestantesimo, seppur osteggiato dal tradizionale cattolicesimo francese e dalla fede personale della contessa.

## Discendenza
Dal matrimonio con Luigi d'Orléans-Longueville nacquero i seguenti figli:
- Claudio (1508-9 novembre 1524), duca di Longueville, conte di Montgommery, conte de Tancarville, visconte d'Abberville, pari di Francia.
- Luigi (1510-1537)[1], sposò Maria di Guisa e fu padre di Francesco, duca di Longueville
- Francesco (1513-1548), marchese di Rothelin, sposò Jacqueline de Rohan-Gyé. Da un suo figlio illegittimo si originarono gli Orléans-Rothelin.
- Carlotta (1512-1549), sposò Filippo di Savoia-Nemours, duca di Nemours.

## Ascendenza
|                                   |                    |                                | Genitori                         |  |  | Nonni |  |  | Bisnonni                        |  |  | Trisnonni                          |  |
|                                   |                    |                                |                                  |  |  |       |  |  | Wilhelm von Hachberg-Sausenberg |  |  | Rudolf III von Hachberg-Sausenberg |  |
|                                   |                    |                                |                                  |  |  |       |  |  | Wilhelm von Hachberg-Sausenberg |  |  | Rudolf III von Hachberg-Sausenberg |  |
|                                   |                    | Anna von Freiburg-Neuenburg    |                                  |  |  |       |  |  | Wilhelm von Hachberg-Sausenberg |  |  |                                    |  |
| Rudolf IV von Hachberg-Sausenberg |                    |                                |                                  |  |  |       |  |  | Wilhelm von Hachberg-Sausenberg |  |  |                                    |  |
|                                   |                    | Elisabeth von Montfort-Bregenz | Wilhelm VII von Montfort-Bregenz |  |  |       |  |  |                                 |  |  |                                    |  |
|                                   |                    | Elisabeth von Montfort-Bregenz | Wilhelm VII von Montfort-Bregenz |  |  |       |  |  |                                 |  |  |                                    |  |
|                                   |                    | Elisabeth von Montfort-Bregenz | Kunigunde von Toggenburg         |  |  |       |  |  |                                 |  |  |                                    |  |
| Philipp von Hachberg-Sausenberg   |                    | Elisabeth von Montfort-Bregenz |                                  |  |  |       |  |  |                                 |  |  |                                    |  |
|                                   |                    | Guillaume V de Vienne          | Guillaume IV de Vienne           |  |  |       |  |  |                                 |  |  |                                    |  |
|                                   |                    | Guillaume V de Vienne          | Guillaume IV de Vienne           |  |  |       |  |  |                                 |  |  |                                    |  |
|                                   |                    | Guillaume V de Vienne          | Marie d'Auvergne                 |  |  |       |  |  |                                 |  |  |                                    |  |
| Marguerite de Vienne              |                    | Guillaume V de Vienne          |                                  |  |  |       |  |  |                                 |  |  |                                    |  |
|                                   |                    | Alix de Chalon-Arlay           | Jean III de Chalon-Arlay         |  |  |       |  |  |                                 |  |  |                                    |  |
|                                   |                    | Alix de Chalon-Arlay           | Jean III de Chalon-Arlay         |  |  |       |  |  |                                 |  |  |                                    |  |
|                                   |                    | Alix de Chalon-Arlay           | Marie des Baux-Orange            |  |  |       |  |  |                                 |  |  |                                    |  |
| Johanna von Hachberg-Sausenberg   |                    | Alix de Chalon-Arlay           |                                  |  |  |       |  |  |                                 |  |  |                                    |  |
|                                   | Ludovico di Savoia | Amedeo VIII di Savoia          |                                  |  |  |       |  |  |                                 |  |  |                                    |  |
|                                   | Ludovico di Savoia | Amedeo VIII di Savoia          |                                  |  |  |       |  |  |                                 |  |  |                                    |  |
|                                   | Ludovico di Savoia | Marie de Bourgogne             |                                  |  |  |       |  |  |                                 |  |  |                                    |  |
| Amedeo IX di Savoia               | Ludovico di Savoia |                                |                                  |  |  |       |  |  |                                 |  |  |                                    |  |
|                                   |                    | Anne de Lusignan               | Janus de Lusignan                |  |  |       |  |  |                                 |  |  |                                    |  |
|                                   |                    | Anne de Lusignan               | Janus de Lusignan                |  |  |       |  |  |                                 |  |  |                                    |  |
|                                   |                    | Anne de Lusignan               | Charlotte de Bourbon             |  |  |       |  |  |                                 |  |  |                                    |  |
| Maria di Savoia                   |                    | Anne de Lusignan               |                                  |  |  |       |  |  |                                 |  |  |                                    |  |
|                                   |                    | Charles VII de France          | Charles VI de France             |  |  |       |  |  |                                 |  |  |                                    |  |
|                                   |                    | Charles VII de France          | Charles VI de France             |  |  |       |  |  |                                 |  |  |                                    |  |
|                                   |                    | Charles VII de France          | Elisabeth von Bayern             |  |  |       |  |  |                                 |  |  |                                    |  |
| Yolande de Valois                 |                    | Charles VII de France          |                                  |  |  |       |  |  |                                 |  |  |                                    |  |
|                                   |                    | Marie d'Anjou                  | Louis II d'Anjou                 |  |  |       |  |  |                                 |  |  |                                    |  |
|                                   |                    | Marie d'Anjou                  | Louis II d'Anjou                 |  |  |       |  |  |                                 |  |  |                                    |  |
|                                   |                    | Marie d'Anjou                  | Yolanda de Aragón                |  |  |       |  |  |                                 |  |  |                                    |  |
|                                   |                    | Marie d'Anjou                  |                                  |  |  |       |  |  |                                 |  |  |                                    |  |